# Spirinia septentrionalis
Spirinia septentrionalis är en rundmaskart som först beskrevs av Nathan Augustus Cobb 1914.  Spirinia septentrionalis ingår i släktet Spirinia och familjen Desmodoridae. Inga underarter finns listade i Catalogue of Life.